# T. E. Tisovský
T. E. Tisovský, vlastním jménem Tobiáš Eliáš (9. ledna 1863 Tisová – 23. března 1939 Sadská), byl český spisovatel, překladatel a publicista.

## Životopis

### Studia a zaměstnání
Tobiáš Eliáš (Tisovský) se narodil ve statku čp. 46. v rodině sedláka Tobiáše Eliáše a Kateřiny, rozené Kvapilové. Svá školní léta prožíval v Českých Heřmanicích a ve Vysokém Mýtě. Absolvoval vyšší reálku v Litomyšli a potom České vysoké učení technické v Praze. Nastoupil krátce do zaměstnání jako chemik v cukrovaru v Městci Králové a v roce 1892 nastoupil k Zemskému finančnímu ředitelství jako účetní revident-kontrolor, později vrchní kontrolní rada a ředitel. V letech 1892 až 1910 pracoval na finančním úřadě v Táboře a až do penzionování v Praze. Potom žil v Sadské ve své vilce, kterou nazval „Tisová“.
V roce 1923 byl T. E. Tisovský jmenován čestným občanem tisovské obce, v dubnu 2008 mu byl u rodného domu čp. 46 v Tisové odhalen pamětní kámen. Pohřben je v rodinné hrobce na hřbitově v Sadské.

### Spisovatel
T. E. Tisovský byl literárně činný od mládí téměř do konce života; jeho tvorba představuje více než padesát položek. Napsal například parafráze starších látek (Baron Prášil, Šibalství Enšpíglova). Na přelomu 19. a 20. století se více vydávaly jeho beletrie se vztahem k české přírodě. Dětem zde podával příběhy antropomorfizovaných zvířat zasazených do realistického prostředí, napsal například o malé myšce nebo o panství kmotra čápa. Také přeložil ze švédského originálu knihu pod názvem Podivuhodná cesta nezbedy Petra s divokými husami (1911), ve které dobře vystihl zásadní problém převodu tohoto zdařilého žánrového experimentu: jak převést šestisetstránkový cestopis s pohádkovým prvky do češtiny tak, aby neztratil přitažlivost pro dětské čtenáře.
Literát Tisovský se nevyhnul ani vědecko-populární práci (například publikaci Co jest grafologie), ani vzpomínkové próze (reprezentuje dílo o Jiráskovi a také jako litomyšlský žák redigoval sborník Jiráskovy Litomyšle 1911. Alois Jirásek byl mladému Tobiášovi po dobu jeho studia v Litomyšli nejen učitelem, ale i trvalým literárním vzorem. Později byl slavný český spisovatel i Tisovského přítelem.

### Rodina
- Dcera PhDr. Jaromíra Hüttlová (1893–1964) byla česká středoškolská profesorka, spisovatelka a překladatelka z němčiny a francouzštiny (přeložila více než 20 knih). Autorka více než 40 knih převážně pro mládež a 11 titulů pro dospělejší čtenáře. Napsala učebnice němčiny.
- Dcera PhDr. Miloslava Eliášová (1891–1942) byla profesorkou na Státních reálných gymnáziích. Také se věnovala psaní, je autorkou knih Příhody Odysseovy (1911), Cid: O národním hrdinovi španělském (1913), obě u nakladatele Šimáčka, znovu vyšly znovu v roce 1921 u nakladatele Šolce a Šimáčka.
- Syn JUDr. Oldřich Eliáš (1895–1941) byl úředník, vrchní rada Nejvyššího finančního kontrolního úřadu v Praze. Zajímal se o kabbalu v souvislostech dějin židovského národa, studoval hebrejštinu, jako jeden z mála českých hermetiků ovládal starou hebrejštinu. Jeho monografie Golem – historická studie na podkladě okultním (Praha 1924, reprint 1996) je považována za nejlepší, co bylo ve světové literatuře k problematice magicky oživených soch publikováno. Z dalších publikací: Mrtví se mstí (na okraj záhadné smrti objevitele hrobky Tutanchámonovy, Praha 1923), Magie a démonologie ve staré Babylónii (Praha 1923, reprint 1997), Úvod do magie (Universalia, Praha 1935), Kabbala – pojem, dějiny a prameny (Praha 1938). Hodně publikoval časopisecky, redigoval časopis Stopy duše. Za německé okupace byl zatčen, po věznění na Pankráci byl převezen do koncentračního tábora v Osvětimi, kde 8. listopadu 1941 zemřel.
- Syn JUDr. Mojmír Eliáš (1901–1945) byl gestapem zatčen v lednu 1945 a vězněn v Terezíně, po návratu domů podlehl 5. června 1945 tyfové infekci.

## Z díla

### Povídky a novely
- Povídky z kraje (1885)
- Dědictví po otci (1886)
- Zloděj u nádraží (1917)
- Výstřel v bažinách (1930)
- V záhadném bludišti (1931)

### Knihy pro děti
- Příhody malé myšky (1896, 1914)
- Na panství kmotra Čápa (1897)
- Čumil a Chytrouš (1900)
- V družině generála Deweta (1901)
- Baron Prášil (1907)
- vzdělávací kniha Vilém Tell (1910)
- pohádky Na naší peci dějí se věci! (1912)
- Lidka Maříková, filosofka (1917)
- Příhody a dobrodružství lišáka Feriny (1934)
- Šibalství Enšpiglova (1935)
- Král Myška a princ Junák (vydal F. Šimáček, datum neznámé)

### Romány pro dospělé
- Manželstvo na samotě (1908)
- Vzpoura (1909)
- Plíživé kroky (1925)
- Alois Jirásek, jaký byl – vzpomínková próza (1936)
- Jiráskova Litomyšl: studie a vzpomínky k šedesátým narozeninám Aloisa Jiráska (1911)

### Vědecko-populární práce
- Co jest grafologie

### Překlady
- Ze života mé staré přítelkyně: román – Wilhelmine Heimburgová (1903),
- Podivuhodná cesta nezbedy Petra s divokými husami (1911)

Vilímkovo nakladatelství vydalo v letech 1919–1925 Tisovského sebrané spisy (celkem 11 svazků) s ilustracemi Oldřicha Cihelky, Václava Černého, Václav Čutta aj.